# Sławęcin (województwo lubelskie)
Sławęcin – wieś w Polsce, położona w województwie lubelskim, w powiecie zamojskim, w gminie Skierbieszów.
| SIMC    | Nazwa        | Rodzaj    |
| ------- | ------------ | --------- |
| 0898805 | Pawłówka     | część wsi |
| 0898811 | Wojciechówka | część wsi |

Pod koniec XIX wieku Sławęcin miał cerkiew drewnianą na planie krzyża, położoną nad źródłem, w którym miał ukazywać się obraz Matki Boskiej. Z 90 mieszkańców 10 było rzymskimi katolikami.
W latach 1975–1998 miejscowość położona była w województwie zamojskim.
Wieś jest sołectwem w gminie Skierbieszów. Według Narodowego Spisu Powszechnego z roku 2011 wieś liczyła 39 mieszkańców.
Wierni Kościoła rzymskokatolickiego należą do parafii Niepokalanego Serca Najświętszej Maryi Panny w Łaziskach.